# 2018 en informatique
| Années de l'informatique : 2015 - 2016 - 2017 - 2018 - 2019 - 2020 - 2021    |
| Décennies de l'informatique : 1980 - 1990 - 2000 - 2010 - 2020 - 2030 - 2040 |

Cet article présente les faits marquants de l'année 2018 en informatique.

## Événements
- Adoption du Clarifying Lawful Overseas Use of Data Act ou CLOUD Act, loi fédérale des États-Unis adoptée sur l’accès aux données de communication (données personnelles), notamment opérées dans le Cloud.
- 25 mai 2018 : entrée en vigueur du règlement général sur la protection des données (RGPD) de l’Union européenne.
- 4 octobre 2018 : publication du rapport de The Shift Project sur la sobriété numérique[1].
- Octobre 2018 : annonce du rachat de Red Hat par IBM.
- Décembre 2018 : l’Union internationale des télécommunications, basée à Genève, signale qu’à la fin de 2018, plus de la moitié – soit 51,2 % de la population mondiale – utilisait désormais Internet[2].

## Normes
- Février 2018 : publication de la version 1 du standard d’interconnexion Gen-Z.
- Avril 2018 : La norme DSN 2018.1 devient obligatoire pour la déclaration des paies d’avril 2018.
- Octobre 2018 : publication de la RFC 8484 sur le protocole DNS over HTTPS (DoH).

## Logiciel
- avril 2018 : Fin de support de Microsoft Visual Studio 2008[3]
- septembre 2018 : sortie de Microsoft Office 2019

### Système d'exploitation
- janvier 2018 : fin de support de Windows 10 Mobile
- 18 avril 2018 : Sortie de la version 8.0 LTS de Trisquel
- avril 2018 : Sortie de Ubuntu 18.04
- avril 2018 : Sortie de la April Update de Windows 10
- octobre 2018 : Sortie Ubuntu 18.10 (Cosmic Cuttlefish, en français « Seiche cosmique »)
- octobre 2018 : Sortie de Windows Server 2019
- 9 janvier 2018 : Fin de support standard de Windows 8.1

## Matériel
- AMD sort un processeur 64 cores en technologie 7 nm
- avril 2018 : Sortie des processeurs AMD Ryzen 2
- septembre 2018 : Sortie de la nouvelle génération de cartes graphiques Nvidia